# Świecichowo
Świecichowo (kaszb. Swiécéchòwò lub Swiecëchòwò, niem. Schwetzkow) – wieś-ulicówka w Polsce położona w województwie pomorskim, w powiecie słupskim, w gminie Damnica na Pobrzeżu Słowińskim. Wieś jest siedzibą sołectwa Świecichowo w którego skład wchodzi również miejscowość Mrówczyno.
W latach 1975–1998 miejscowość administracyjnie należała do województwa słupskiego.

## Nazwa
Nazwa, wzmiankowana po raz pierwszy w formie Swetzkow w 1492, ma pochodzenie słowiańskie i charakter dzierżawczy. Powstała przez dodanie do nazwy osobowej *Świecich (Świeciech) formantu -owo. Friedrich Lorentz odnotowuje formę nazwy w lokalnych gwarach słowińskich: Svjìe̯cäχɵvɵ wraz z nazwami mieszkańców – zarówno z pominiętym formantem -in-: Svjìe̯cäšȯu̯n, Svjìe̯cäšȯu̯nkă „świecichowianin, świecichowianka”, jak i w postaci pełnej: Svjìe̯cäχɵvjȯu̯n, Svjìe̯cäχɵvjȯu̯nkă „ts.”. Niemiecka nazwa Schwetzkow jest adaptacją fonetyczną pierwotnej nazwy słowiańskiej. W lokalnym uzusie funkcjonuje także oboczna forma Święcichowo.
Rada Języka Kaszubskiego proponuje kaszubską formę nazwy Swiécëchòwò.

## Zabytki
- piętrowy dwór z ganeczkiem z 1868, prowadzi do niego aleja kasztanowców[7].